# Zona della morte di Yellowstone

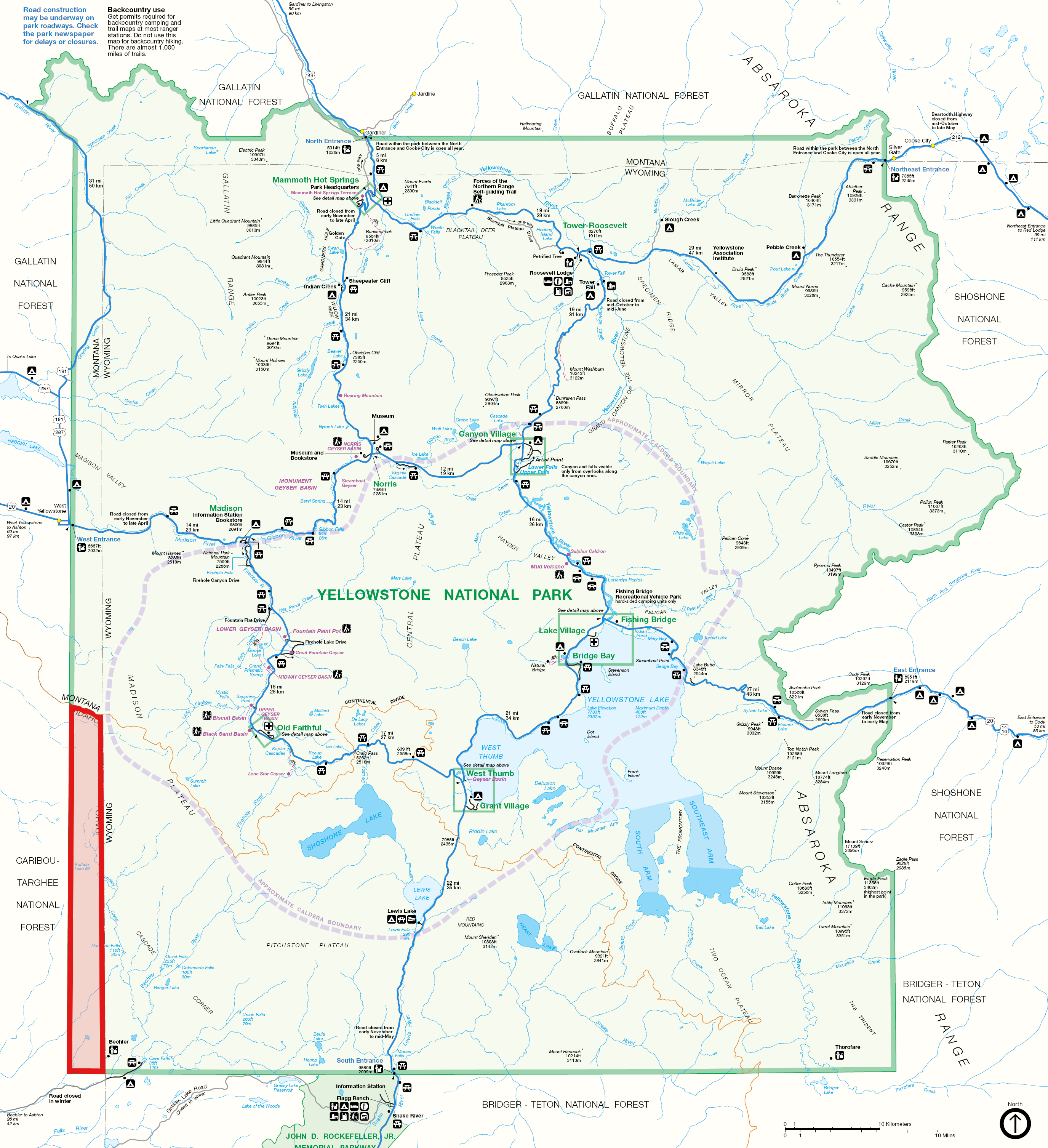
La zona della morte (evidenziata in rosso) si sviluppa dal punto in cui i confini del parco nazionale di Yellowstone (evidenziati in verde) si sovrappongono a quelli dell'Idaho, nell'angolo sud-ovest del parco

La zona della morte di Yellowstone (in inglese Zone of Death) è il nome dato a una zona vasta 129,50 km² e compresa nel parco nazionale di Yellowstone nello stato dell'Idaho, negli Stati Uniti d'America.
La denominazione si deve a causa di una lacuna nella Costituzione degli Stati Uniti che in teoria renderebbe possibile sfuggire alla legge per qualsiasi crimine grave, incluso l'omicidio, qualora questo fosse commesso in tale regione geografica.

## Profili giuridici
La legislazione federale, cioè quella emessa direttamente da Washington, ha giurisdizione esclusiva su ogni zona protetta nella nazione: ciò comporta che i crimini commessi nel parco nazionale di Yellowstone non possono essere perseguiti in base a nessuna delle leggi statali (ovvero quelle emesse da uno stato), in quanto queste ultime sono poste a un livello gerarchicamente subordinato. La Corte distrettuale degli USA per il distretto del Wyoming, corrispondente al giudice di primo grado nei Paesi dell'Unione Europea, è attualmente l'unica nella nazione a esercitare la sua giurisdizione su un territorio compreso in più stati. Ciò si deve al fatto che il parco, situato perlopiù in Wyoming, si estende anche oltre, nello specifico in Idaho e in Montana. Esiste una legge federale la quale stabilisce però che, da un punto di vista legale, tutto il parco va considerato come facente parte del distretto federale del Wyoming. I distretti federali, cioè le aree in cui viene divisa l'amministrazione della giustizia negli Stati Uniti, hanno tutti un proprio sistema di giurie e di tribunali.
I processi presso il tribunale distrettuale si svolgono normalmente presso la sede federale di Cheyenne, in Wyoming. Il problema sorge nel momento in cui si prende in considerazione il Sesto emendamento alla Costituzione degli Stati Uniti, il quale decreta che le giurie, nei procedimenti penali federali, devono essere composte da cittadini che abitano nello stato e anche nello stesso distretto dove si è commesso il reato. Questo non è sempre vero con riferimento al parco di Yellowstone, dove, come si è detto, alcune piccole porzioni di Idaho e Montana giacciono all'interno del distretto del Wyoming. Per questo motivo, le accuse per un presunto crimine commesso nell'area del parco in Idaho dovrebbero essere processate davanti a una giuria composta interamente da residenti di quell'area, così come il processo dovrebbe aver luogo in quella zona.  Pertanto, i giurati dovrebbero provenire dai 130 km² di Idaho che si trovano nel parco di Yellowstone e che appartengono al distretto del Wyoming, un'area che però, secondo il censimento del 2000, ha una popolazione totale di zero abitanti.
Benché la Costituzione non garantisca il diritto a un processo con giuria in tutte le circostanze (alcuni reati minori possono essere sindacati da un giudice monocratico), un imputato che si vede recapitare un'accusa per una qualche contravvenzione o un delitto, non potendo ricevere un processo valido ai sensi della carta fondamentale statunitense, non dovrebbe poter essere giudicato in virtù dell'assenza dei presupposti processuali richiesti.

## Scoperta
La lacuna costituzionale in questo settore fu scoperta dal professore di diritto dell'Università statale del Michigan Brian C. Kalt mentre stava completando un saggio sui tecnicismi del Sesto emendamento, il quale riserva agli imputati penali il diritto a un processo equo e dalla ragionevole durata. Kalt si era interrogato sull'esistenza di un luogo in cui non vi fossero abbastanza cittadini idonei per formare una giuria e dove, seguendo la logica dei padri costituenti statunitensi, non si potesse celebrare nessun processo né emettere alcuna sentenza. Alla fine comprese che un luogo del genere non risultava frutto di una fantasia e corrispondeva alla sezione dell'Idaho del parco nazionale di Yellowstone. Stupito da quanto emerso dalle sue ricerche, Kalt concentrò la sua attenzione sulla realizzazione di un saggio dedicato all'area al fine di convincere il governo di Washington a ovviare alla lacuna legislativa. Il saggio, intitolato The Perfect Crime, fu pubblicato nel 2005 sulla rivista The Georgetown Law Journal. Kalt non nascose il timore che menti criminali potessero apprendere la fallacia e commettere delitti nella zona prima che si ovviasse al problema.

## Storia
Una volta chiarito lo scenario, Kalt si prodigò per stimolare il Congresso a risolvere la questione in vari modi. Innanzitutto, egli suggerì al legislatore del Wyoming che la zona della morte fosse inclusa come parte del tribunale distrettuale federale nel distretto dell'Idaho invece che nel Wyoming, evento che avrebbe risolto senza dubbi il problema. Tuttavia, il Congresso ignorò il suggerimento di Kalt. Nel 2007, l'autore C. J. Box scrisse un romanzo intitolato Free Fire che forniva un ulteriore quadro della località, con l'intento di aumentare la consapevolezza del governo sulla serietà della situazione. Il romanzo riuscì ad allertare il senatore del Wyoming Mike Enzi della questione, ma questi non riuscì a presentare la discussione al Congresso.
Nessun crimine di cui si ha notizia è stato commesso nella death zone dalla scoperta di Kalt. Tuttavia, un bracconiere di nome Michael Belderrain uccise illegalmente un wapiti nella sezione del Montana di Yellowstone. Un giudice federale stabilì che Belderrain avrebbe potuto essere comunque processato nella corte distrettuale del distretto di Wyoming a prescindere dalla problematica generata dal sesto emendamento. Belderrain citò l'articolo di Kalt The Perfect Crime per spiegare come mai riteneva incostituzionale un processo a suo carico con una giuria di uno stato diverso da quello in cui è stato commesso il crimine. La corte respinse tuttavia tale argomentazione in quella sede. Belderrain accettò alla fine un patteggiamento condizionato in virtù del quale accettava di non ricorrere dopo l'appello presentando la questione della zona della morte davanti al decimo circuito federale. Di fatto, a seguito di tali vicissitudini la questione giuridica relativa alla fetta di Yellowstone rimaneva e rimane tuttora in uno stato di quiescenza.
A onor del vero, va detto che il sito non costituisce un'indiscriminata isola senza regole: il crimine deve essere commesso completamente nella zona della morte e bisogna riuscire a dimostrare di non averlo pianificato in un altro stato, altrimenti si rischia in quella suddivisione amministrativa un processo per cospirazione. Inoltre i cavilli non proteggono dalle cause civili di risarcimento che potrebbero essere intentate dai parenti della vittima. Un ultimo limite risulta di tipo logistico, in quanto raggiungere l'area appare difficile per via della totale assenza di sentieri.